# سنترل پاکولت (کارولینای جنوبی)
سنترل پاکولت(به انگلیسی: Central Pacolet) شهری در ایالت کارولینای جنوبی کشور ایالات متحده آمریکا است که جمعیت آن در سرشماری سال ۲۰۱۰ میلادی، ۲۱۶ نفر بوده‌است.